# Al-Khalʿ et al-Ḥafd
Les sourates al-Khalʿ et al-Ḥafd sont deux textes arabes anciens. Considérés par certains auteurs musulmans anciens comme appartenant au Coran, ils auraient été exclus du canon coranique codifié, selon les récits traditionnel par le 3e calife Uthman ibn Affan. Ce processus d'inclusion ou d'exclusion de texte trouve des parallèles dans les débats ayant entouré d'autres sourates et montre l'existence d'autres recensions coraniques à côté de celle d'Uthman devenue canonique. Appartenant au genre de la prière, ces textes ont été conservés en usage dans les rituels plus longtemps que dans le Coran lui-même. Leur importance liturgique a ainsi permis leur conservation.
Étudiés depuis le XIXe siècle, ces textes sont considérés par les islamologues comme appartenant au corpus de textes coraniques, même s'ils ont été exclus de la forme canonisée. Elles illustrent le complexité du processus de rédaction du Coran, simplifié par les récits traditionnels.

## Les textes

### Traductions
- SŪRAT AL-KHALʿ[1],[2],[3]: le reniement

| [bi-smi llāhi l-raḥmāni l-raḥīm]             | Au nom d’Allah, le Bienfaiteur miséricordieux !     |
| 1 allāhumma innā nastaʿīnuka wa-nastaghfiruk | Ô mon Dieu ! de toi nous implorons aide et pardon ! |
| 2 wa-nuthnī ʿalayka wa-lā nakfuruk           | Nous te louons. Nous ne te sommes pas infidèles.    |
| 3 wa-nakhlaʿu wa-natruku man yafjuruk        | Nous renions et laissons ceux qui te scandalisent   |

- SŪRAT AL-ḤAFD[1],[2],[3]: la course

| [bi-smi llāhi l-raḥmāni l-raḥīm]     | Au nom d’Allah, le Bienfaiteur miséricordieux !       |
| 1 allāhumma ʾiyyāka naʿbud           | Ô mon Dieu ! c’est toi que nous adorons               |
| 2 wa-laka nuṣallī wa-nasjud          | En ton honneur, nous prions et nous nous prosternons. |
| 3 wa-ilayka nasʿā wa-naḥfud          | Vers toi nous allons et courons.                      |
| 4 narjū raḥmatak                     | Nous espérons ta miséricorde                          |
| 5 nakhshā ʿadhābak                   | Nous craignons ton tourment.                          |
| 6 inna ʿadhābaka bi-l-kuffāri mulḥiq | En vérité, Ton tourment doit atteindre les Infidèles. |

### Remarques textuelles et stylistiques
Ces deux sourates sont des textes courts appartenant au genre des invocations. Celles-ci implorent Allah pour sa pitié et rejettent les non-croyants en affirmant que ceux-ci seront punis. Elles appartiennent au même genre -celui de la prière et, en particulier, des supplications (Du’a’)- que les trois autres sourates dont le statut coranique a été contesté (sourate 1, sourate 113 et sourate 114).
Pour Crapon de Caprona, ces textes ressemblent stylistiquement à la sourate al-Fatiha. Pour l'auteur, « Sur le plan purement métrique, les deux prières ont incontestablement une allure coranique ». Pour Sfar et Blachère, elles se distinguent de la Fatiha « par quelques nuances dans la langue et par l’allure un peu molle du style ».

## Différents récits traditionnel

### Un récit canonique
Selon le récit traditionnel, le calife Abū Bakr (r. 632-634) est le premier compilateur du Coran. Sur les conseils d'Umar et craignant la disparition des témoins et mémorisateurs du Coran, il aurait chargé l'un des scribes de Mahomet, Zayd b. Ṯābit, de mettre par écrit sur des feuillets (Suhuf) les versets mémorisés. Ceux-ci auraient été remis au calife puis transmis à sa mort à sa fille Ḥafṣa, l'une des veuves de Mahomet.
Pour Gilliot, « les récits [au sujet de la collecte du Coran] comportent de nombreuses contradictions qui conduisent à se poser des questions sur la véracité de la version musulmane des faits ». Ces récits traditionnels de la composition du Coran forment une histoire officielle « devenue quasiment un élément du dogme, au même titre que sa révélation divine ».Pour A.-L. de Prémare, « la version de Boukhari [de la collecte coranique] est débordée de toutes parts » puisqu'elle est contraire aux études paléographiques mais aussi aux autres récits anciens de la collecte coranique.
Les récits anciens autour de ces questions permettent de lire à la fois la réussite de l’entreprise califale mais aussi de voir l’existence de controverses autour de cette centralisation. Pour Amir Moezzi, "malgré toutes les tentatives d’occulter les divergences de la part des auteurs « orthodoxes », l’examen des hésitations ou des contradictions que charrient les sources montre clairement que dès le départ un grand mouvement de protestation prit forme contre la version officielle du Coran.". Ces récits comparent souvent le Coran d’Uthman à ceux qui le précédaient afin de mieux valoriser le premier. Une part importante de ces comparaisons concerne cinq textes dont l’inclusion ou l’exclusion du texte coranique a fait débat : la sourate al-Fatiha, les sourates al-Falaq et an-Nas et, enfin, les deux sourates al-Khalʿ et al-Ḥafd, toutes deux exclues du Coran dit « uthmanien ».

### D’autres compilations...
Ces récits s’appuient sur des compilations coraniques anciennes attribuées à des compagnons de Mahomet. Il s’agit en particulier de celles d’ʿAbd Allāh b. Masʿūd et d’Ubayy b. Kaʿb. Le premier rejette ces cinq textes (mais inclut des phrases absentes de la version canonique) et les second inclut ceux-ci dans le Coran et donc dans le corpus des textes révélés. Le texte uthmanien, lui, n’en conserve que trois sur cinq,. D’autres récits d’exclusions de textes sont présents dans le monde chiite. Un certain nombre de textes coraniques "manquants" sont ainsi connus et certains textes coraniques, comme la sourate Joseph, ne font pas consensus. Des Corans différents ont circulé au moins pendant trois siècles et demi.
L’une des descriptions les plus connues du mushaf d’Ubayy est le Fihrist d’Ibn al-Nadīm qui cite un récit plus ancien. Dans celui-ci, Ibn Shādhān raconte comment, en visitant un village près de Bassora, il s’est vu montré un manuscrit coranique attribué à Ubayy. Il aurait alors noté l’ordre des sourates, leur titre et informe sur l’existence de deux sourates supplémentaires. D’autres descriptions plus anciennes sont connues. Pour Sean Anthony, le nombre d’auteurs déclarant avoir vu ces sourates dans un mushaf d’Ubayy au VIIIe siècle est « considérable ». Muḥammad b. Isḥāq (d. 150/767) cite même une troisième sourate qu’il aurait vue dans une copie physique de l’ouvrage d’Ubayy : « Au nom de Dieu, le Miséricordieux, le Compatissant. Seigneur, personne ne peut enlever ce que vous donnez, et la prospérité, avec vous, n'accorde aucune faveur à l'homme prospère. Puissante est ta louange ! Accorde ton pardon et montre ta miséricorde, Dieu de vérité ! ».

### Une unification politique
D’autres manuscrits de compagnons sont connus pour posséder ces sourates. C’est ainsi, pour Ibn Durays le cas du manuscrit d’Ibn ‘Abbas. Si certaines de ces mentions peuvent être des confusions, ce n’est pas le cas de toutes et elles illustrent la reconnaissance ancienne du statut de ces sourates dans un espace géographique étendu. Néanmoins, le pouvoir califal, en imposant sa version du Coran, a rendu illicite la récitation de ces sourates. Pour François Déroche, « La constitution presque simultanée de recensions concurrentes, celles d'Ubayy ou d'Ibn Mas‘ûd par exemple, fait ressortir les enjeux de cette opération : les recueils sont des instruments de pouvoir ou d'opposition, associés à des groupes dont les intérêts divergent ». Ainsi, il existe des récits d’exécutions de personnes n’ayant pas récité la version canonique du Coran.

## Un usage liturgique
Chacun de ces textes se trouvent dans différentes sources anciennes musulmanes, ce qui prouve que ceux-ci et leur préservation étaient largement connues aux premiers temps de l’islam. Ils apparaissent plutôt dans le contexte de discussion sur les rituels, ce qui semble montrer un rôle particulier dans le domaine liturgique. Selon une tradition attribuée à Ibn Tawus (VIIIe siècle), son père récitait au début de la prière qunut. Un autre récit du VIIIe siècle raconte l’inscription de ces textes dans un manuscrit coranique et leur donne le nom de duʿāʾ al-qunūt (invocation pour la prière qunut).
Ces sourates n’avaient pas leur place au sein même du rituel des Salat mais appartenaient aux prières surérogatoires récitées après la prière du matin et celle du soir. L’association de ces sourates à ces prières et en particulier à celle du matin explique qu’al-Hafd soit parfois appelée surat al-qunut. Le débat sur l’appartenance de ces sourates au Coran rejoint celui du statut de ces prières. Si le rituel de la Salat et donc l’emploi de la sourate al-Fatiha en son sein, ne fait pas débat, celui des qunut a été plus débattu. Ainsi, la sourate al-Fatiha a conservé son statut canonique tandis que l’usage de ces deux sourates était optionnel. Pour certains penseurs musulmans anciens, la pratique du rituel du qunut a été abrogée tandis que d’autres en maintiennent la pratique et considère que les sourates al-Khalʿ et al-Ḥafd ont été révélées pour remplacer les qunut prophétiques. Néanmoins, même la sourate al-Fatiha, n’était pas considérée par tous comme une sourate du Coran. Il en est de même pour les sourates 113 et 114, rejetées du corpus coraniques par certains penseurs musulmans anciens. Pour Sfar, cette exclusion montre une opposition philosophique entre ceux qui considèrent que les prières sont un genre appartenant aux hommes, tandis que d'autres considèrent qu'elles peuvent appartenir à la "littérature sacrale, autorisant de ce fait son intégration dans le canon".
La polémique quant à leur statut de textes révélés se retrouve tant à propos du texte coranique que de leur place dans la prière musulmane, puisque ces textes sont, par nature, des prières. En effet, ces textes étaient intégrés aux rituels de la prière et n’en ont disparu que longtemps après la canonisation du Coran dit "d’Uthman". Leur place dans la prière a permis leur conservation dans la communauté musulmane primitive. Cela illustre l’existence d’une sorte de deuxième canon de textez, à côté du Coran lui-même. Cette idée se retrouve dans les recherches d’Angelika Neuwirth.

## Un élément du corpus coranique
Ces textes ont été étudiés dès le XIXe siècle par Hammer-Purgstall (1850) puis par Nöldeke et Schwally (1919). Ceux-ci se sont néanmoins basés sur des attestations tardives. Si, à l’époque de ces recherches, peu d’attestations des textes de ces sourates étaient connues, le progrès de la recherche sur les hadiths et sur la littérature coranique permettent une approche différente. Ainsi, le texte de ces sourates apparaît dans des textes qui sont parmi les plus anciens et dans des textes centraux pour la tradition sunnite. Ainsi, ils se trouvent chez Abū Yūsuf al-Qāḍī’s, Ibn Saʿd’s, Aḥmad b. Ḥanbal. Des récits anciens racontent que certains compagnons de Mahomet récitaient ces sourates,. Si jusqu’à récemment, l’existence réelle de ces manuscrits de compagnons était parfois vue avec scepticisme, celle-ci a acquis une historicité avec les dernières recherches sur le manuscrit de Sanaa.
La littérature juridique et des hadiths soutiennent, jusqu’au IXe siècle, son appartenance au texte coranique. Sean Anthony souligne qu’aucun manuscrit coranique contenant ces textes n’est, à l’heure actuelle, connu. Néanmoins, pour l’auteur, les descriptions des auteurs musulmans anciens sont des descriptions d’objets réels et matériels. En outre, les différences entre eux montrent qu’ils ne dérivent pas l’un de l’autre.
Pour répondre à la question de savoir si ces deux textes appartiennent au Coran, Nöldeke et Schwally ont étudié et analysé ceux-ci. « Ils ont clairement déclaré que l'idiome d'al-Ḥafd et d'al-Khalʿ est bien plus conforme à l'idiome plus large de l’arabe coranique que même al-Fātiha ». Si ceux-ci ont finalement conclue à une exclusion du corpus, se reposant sur un argument qui auraient, de facto, aussi exclue la sourate al-Fatiha et un second qui paraît léger à Sean Anthony : « À mon avis et par conséquent, l'analyse de Nöldeke et Schwally des caractéristiques stylistiques de ces deux sourates ne parvient pas à montrer qu'elles sont en contradiction avec le corpus coranique et ne peut donc exclure la possibilité de leur inclusion dans ce corpus ». Ainsi, pour l’auteur, ces textes appartiennent au corpus coranique mais non au canon coranique puisqu’ils n’ont pas été acceptés comme tel.
Pour Blachère, ces pièces auraient été exclues du canon coranique en raison du double emploi qu'elles faisaient avec la sourate al-Fatiha. Pour Azaiez, lors du passage de l'oral à l'écrit, "le processus de transmission n’implique pas une fidélité pleine et entière à l’événement du discours fondateur.". Pour Sfar, ces hésitations montrent qu'il n'existait, du temps de Mahomet, ni une "vision bien claire de la nature du verbe divin" mais aussi une imprécision sur "les contours du texte coranique".